# Estado Rakáin
Rakáin, (/rəˈkaɪn/; en birmano: ရခိုင်ပြည်နယ်; MLCTS: ra.hkuing pranynai, pronunciación Rakáin [ɹəkʰàiɰ̃ pɹènè], pronunciación birmana: [jəkʰàiɰ̃ pjìnɛ̀]; antiguamente Arakán) es un estado de Myanmar.La población ha sufrido un éxodo hacia Bangladés, ya que los militares y budistas agredieron a los habitantes con matanzas indiscriminadas a la población, quema de sus hogares con los dueños dentro y violacion sistemática a las mujeres y arrojando a los niños al río.[cita requerida] Actualmente esas aldeas están casi deshabitadas y sometidas al régimen birmano que pretende crear un puerto que de comunicación con China.[cita requerida] Situado en la costa oeste, limita con el estado Chin al norte, la división de Magway, la de Bago y la de Ayeyarwady al este, el golfo de Bengala al oeste y la división de Chittagong, en Bangladés al noroeste. La cadena montañosa de Arakan que se eleva hasta los 3063 m del pico Victoria, separa el estado Rakáin del resto de Birmania. La superficie de este estado es de 36 762 km² y su capital es Sittwe, antiguamente llamada Akyab. En 2000 se calculaba que la población era de 2 744 000 habitantes, básicamente de dos grupos étnicos: los rakaines y los bengalíes. Las etnias restantes son los mro, los khami (o Khumi o Jumi), los musulmanes Kaman, los Dienet, los Marmagri y algunos otros. La mayor parte de la población nativa es budista, siendo el islam la segunda religión.[cita requerida]
La bandera de este estado muestra un símbolo srivatsa, que era el símbolo del pueblo rakáin.

## Etimología
En español se conoció hasta fines del siglo XX a este territorio costero oriental del golfo de Bengala como Arakán (que no debe confundirse con el actual municipio homónimo del sur de Filipinas).
El término inglés Rakhine se cree que procede de la palabra pali Rajapura o Rakkhapura, que significa Tierra de ogros, probablemente una referencia peyorativa a los denominados negritos, grupo étnico de la zona. La palabra pali Rakkhapura o Rajapura significa tierra de la gente de Rakhasa. Se les dio este nombre en honor a la preservación de su patrimonio nacional y sus principios éticos. La palabra Rakhine significa "uno que mantiene su propia raza". En el idioma de Rakhine, la tierra se llama Rakhinepray, y la etnia rakáin se denomina Rakhinetha.
El nombre Arakán, utilizado en tiempos de la colonia británica, se cree que viene de una corrupción portuguesa de la palabra Rakhine que todavía se emplea popularmente en inglés.

## Historia
La historia de la región del estado de Arakán (ahora rebautizado como Rakáin) se puede dividir aproximadamente en siete partes. Las primeras cuatro divisiones y los períodos se basan en la ubicación del centro de poder de las principales entidades políticas en la región norte de Rakáin, especialmente a lo largo del río Kaladan. Por lo tanto, la historia se divide en Dhanyawadi, Waithali, Laymro y Mrauk U. Mrauk U fue conquistada por la dinastía Konbaung de Birmania en 1784-1785, después de lo cual Rakáin pasó a formar parte del reino Konbaung de Birmania. En 1824, estalló la primera guerra anglo-birmana y en 1826, Rakáin (junto con Tanintharyi) fue cedida a la Compañía Británica de las Indias Orientales como reparación de guerra por parte de los birmanos. Rakáin se convirtió así en parte de la provincia de Birmania en la India británica. En 1948, Birmania obtuvo la independencia y Rakáin pasó a formar parte del nuevo estado independiente.

### Reino independiente
A partir de los años 900, los bamar comenzaron a migrar hacia el oeste, cruzaron las montañas de Arakan y se establecieron en lo que ahora es el estado de Rakáin. Hacia el año 1100, habían consolidado el control de la región, se convirtieron en un estado tributario del Imperio pagano hasta el siglo XIII.  Con el tiempo, estos inmigrantes de Bamar formaron una identidad cultural distinta, convirtiéndose en los actuales rakaines (también conocido como arakaneses).
Según la leyenda de Rakáin, el primer reino registrado estuvo centrado alrededor de la ciudad norteña de Dhanyawadi. Los documentos e inscripciones de Rakáin afirman que la famosa imagen del Buda Mahamuni fue fundida en Dhanyawady alrededor del año 554 a. C. cuando el Buda visitó el reino. Después de la caída de Dhanyawadi en el siglo IV d. C., el centro del poder se trasladó a una nueva dinastía con sede en la ciudad de Waithali. El reino de Waithali gobernó las regiones de Rakáin desde mediados del siglo IV d. C. hasta el año 818. El período se considera el período clásico de la cultura, la arquitectura y el budismo de Rakáin, ya que el período Waithali dejó más restos arqueológicos que su predecesor. Surgió una nueva dinastía en cuatro pueblos a lo largo del río Lemyo cuando la influencia de Waithali disminuyó y marcó el comienzo del período Lemro, donde cuatro pueblos principales sirvieron como capitales sucesivas.[cita requerida]
Después de su dominio parcial por parte del Sultanato Islámico de Delhi y el Sultanato de Bengala, el último Reino de Mrauk U fue fundado en 1429 por Min Saw Mon. El pueblo de Rakáin lo ve como la edad de oro de su historia, ya que Mrauk U sirvió como un puerto comercialmente importante y una base de poder en la región de la Bahía de Bengala y participó en un extenso comercio marítimo con Arabia y Europa. de él, a lo largo de Chittagong de Bengala Subah, fue conquistado más tarde por el emperador mogol Aurangzeb. El país declinó constantemente desde el siglo XVIII en adelante después de su derrota ante el Imperio mogol. La inestabilidad interna, la rebelión y el destronamiento de reyes eran muy comunes. Los portugueses, durante la era de su grandeza en Asia, ganaron un establecimiento temporal en Arakán.

### Disturbios en el estado de Rakáin de 2012
Los disturbios del estado de Rakáin de 2012 fueron una serie de conflictos entre los musulmanes rohinyá y los rakaines étnicos que son mayoría en el estado de Rakáin. Antes de los disturbios, circulaban temores generalizados y muy arraigados entre los rakaines budistas (que eran una gran mayoría) de que pronto se convertirían en una minoría en su estado ancestral. Los disturbios finalmente se produjeron después de semanas de disputas sectarias que incluyeron la muerte de diez musulmanes birmanos a manos de rakaines y el asesinato de un rakáin a manos de rohinyás. De ambos lados, pueblos enteros fueron "diezmados". Según las autoridades birmanas, la violencia, entre budistas de la etnia rakáin y musulmanes rohinyás, dejó 78 muertos, 87 heridos y hasta 140.000 personas desplazadas.

### Conflicto en el estado de Rakáin (2016-presente)
El 9 de octubre del 2016, cientos de insurgentes no identificados atacaron tres puestos fronterizos birmanos a lo largo de la frontera de Birmania con Bangladés. Según funcionarios del gobierno en la ciudad fronteriza de Maungdaw, de mayoría rohinyá, los atacantes blandían cuchillos, machetes y hondas caseras que disparaban pernos de metal. Nueve agentes fronterizos resultaron muertos en el ataque y 48 pistolas, 6.624 balas, 47 bayonetas y 164 cartuchos de balas fueron saqueados por los insurgentes. Cuatro soldados birmanos también fueron asesinados dos días después. Funcionarios del gobierno en el estado de Rakáin inicialmente culparon a la Organización de Solidaridad Rohingya (RSO), un grupo insurgente islamista que estuvo principalmente activo en las décadas de 1980 y 1990, por los ataques,pero un grupo que se hace llamar Harakah al-Yaqin ("Movimiento de Fe" ) más tarde se atribuyó la responsabilidad.

### Represión política por parte del gobierno de Birmania
En las elecciones del 2015, el gobierno de la Liga Nacional para la Democracia (LND) se negó a compartir el poder ejecutivo a nivel estatal después de que el Partido Nacional de Arakan obtuviera la mayoría de los votos en el estado de Rakhin. Los arakaneses se quejaron repetidamente de que sus propuestas en el parlamento con frecuencia son rechazadas o no abordadas.
El 16 de enero de 2018, miles de residentes de Mrauk organizaron una protesta después de que las autoridades prohibieran un acto conmemorativo para conmemorar el 233.º aniversario del fin del reino de Mrauk. La policía local abrió fuego contra la multitud, mató a siete e hirió a 12. Dos oradores del evento, entre ellos el político Aye Maung, fueron acusados de alta traición e incitación a la violencia. Ocho jóvenes de Rakáin que resultaron heridos en la protesta fueron detenidos y acusados por presuntamente destruir propiedad del gobierno y bienes públicos.

### Corte de internet 2019
El gobierno de Myanmar autorizó el cierre de los servicios de Internet en nueve municipios el 21 de junio de 2019, incluidos Ponnangyun, Kyauktaw, Maungdaw, Buthidaung, Rathedaung, Mrauk U, Minbya y Myebon en el estado de Rakáin, así como Paletwa en el estado de Chin.
La restricción se levantó en cinco de los nueve municipios en septiembre de 2019: cuatro en el estado de Rakáin (Maungdaw, Buthidaung, Rathedaung y Myebon) y un municipio en el estado de Chin, Paletwa. Sin embargo, la restricción se volvió a imponer en esos cinco municipios en febrero de 2020.
Alrededor de 100 estudiantes se reunieron en Rangún el 22 de febrero de 2020 y exigieron el fin del corte de Internet en los estados de Rakáin y Chin, donde las bajas civiles aumentaban mientras las tropas gubernamentales luchanban contra los rebeldes étnicos. En este contexto se presentó una causa judicial contra 9 estudiantes que organizaron la protesta, en virtud del artículo 19 de la Ley de reuniones pacíficas, que prohíbe las reuniones no autorizadas y conlleva una pena máxima de seis meses de prisión.
El 1 de agosto de 2020, se permitieron los servicios de Internet 2G en los siete municipios restantes: los municipios de Buthidaung, Kyauktaw, Minbya, Mrauk U, Myebon, Ponnagyun y Rathedaung en el estado de Rakáin y el municipio de Paletwa en el estado de Chin. Sin embargo, los servicios 3G y 4G continuaron restringidos.
El 2 de febrero de 2021, un día después de que Tatmadaw tomara el poder en un golpe de Estado, se restablecieron los servicios de Internet móvil en esos ocho municipios en el estado de Rakáin y el estado de Chin.

## Organización territorial
El estado se divide en 5 distritos y 17 municipios: